# دوري جمهورية إفريقيا الوسطى الممتاز 2016
دوري جمهورية أفريقيا الوسطى الممتاز 2016 هو موسم من دوري جمهورية إفريقيا الوسطى الممتاز. فاز فيه أولمبيك ريال بانغي.